# Alfons Glatzel
Alfons Glatzel (* 17. Februar 1889 in Krotoschin, Westpreußen; † 14. Dezember 1956 in Heppenheim) war ein deutscher SS-Führer, zuletzt im Rang eines SS-Brigadeführers.

## Leben und Wirken
Im Ersten Weltkrieg war Glatzel von April 1915 bis 1919 Ingenieur auf dem Unterseeboot U 21.
Glatzel trat zum 5. Mai 1925 in die NSDAP ein (Mitgliedsnummer 3.419). Am 24. November 1931 wurde er Mitglied der SA. Am 1. Mai 1934 wechselte er offiziell zur SS über (SS-Nummer 107.060), in der er zunächst den Rang eines Untersturmführers innehatte.
Vom 20. April 1934 bis zum 1. Oktober 1937 amtierte Glatzel als Leiter des Oberabschnitts West des SD. Nach dem von den Nationalsozialisten als Röhm-Putsch bezeichneten Ereignissen wurde er am 4. Juli zum Obersturmführer befördert. In den folgenden Jahren wurde er nacheinander zum Sturmbannführer (20. April 1935), Obersturmbannführer (20. April 1936), Standartenführer (9. November 1936), Oberführer (20. April 1938) und Brigadeführer (20. April 1939) befördert. Am 17. Juni 1936 übernahm Glatzel die Leitung der Zentralabteilung I/2 (Personal) im SD-Hauptamt in Berlin, der er bis zum 17. Mai 1939 vorstand. Gleichzeitig war er vom 1. Oktober 1936 bis zum 1. September 1938 als Inspekteur der Sicherheitspolizei (IdS) beim SS-Oberabschnitt West in Düsseldorf tätig. Sein Nachfolger wurde hier SS-Obersturmbannführer Alfred Hasselberg. Am 17. Mai 1939 übernahm Glatzel außerdem das Amt eines Reichstreuhänders der Arbeit für das Wirtschaftsgebiet Mittelelbe. Vom 2. August 1940 bis Kriegsende war er ehrenamtliches Mitglied des Volksgerichtshofes.
Glatzel kandidierte auf dem Wahlvorschlag der NSDAP auf dem Listenplatz mit der Nummer 281 bei der Wahl zum Deutschen Reichstag am 29. März 1936, zog aber nicht in den nationalsozialistischen Reichstag ein.
Vom 20. November 1943 bis zum August 1944 leitete Glatzel die Hauptabteilung Arbeit beim Chef der Militärverwaltung in Paris. Nach der Ermordung von Julius Ritter folgte Glatzel diesem außerdem vom Oktober 1943 bis August 1944 als Sonderbevollmächtigter für den Arbeitseinsatz in Frankreich nach. Außerdem war er 1944 Präsident des Gauarbeitsamtes Magdeburg-Anhalt. 
Über seine Entnazifizierung ist nichts bekannt.